# まかせてイルか!
『まかせてイルか!』は、大地丙太郎原作、たかしたたかし作画による漫画作品。

## 概要
月刊アニメ情報誌『アニメージュ』で1999年10月号から2001年8月号まで連載されていた。（単行本は全2巻）
原作者である大地丙太郎自らが自主制作でアニメ化し、2004年6月10日にDVDが日米同時発売された。北米版のタイトルは『Grrl POWER!』。自主制作であるものの、コミックス・ウェーブ、亜細亜堂、ガイナックスなどの協力により完成した。コミックス・ウェーブは、この経験を新海誠作品の制作に生かしている。平成16年度文化庁メディア芸術祭アニメーション部門優秀賞受賞。
湘南で「イルか屋」という便利屋を営む三姉妹のもとに日々様々な依頼がやってくるというのが基本設定。登場人物の一人が耳が不自由（ろう者）で手話を使う設定のため、漫画・アニメ版共に手話をふんだんに採り入れている。

## ストーリー
海岸沿いで便利屋を営み「姉妹」として共に暮らす小学生3人組。稼いだお金で沖に浮かぶ無人島を買い取り、自分たちの独立国を作る!という目標を胸に、日々舞い込む仕事に一所懸命取り組む。時には困難にぶつかっても、力を合わせて乗り越えていく。様々な人との出会いや交流を通して大切な「何か」を学びながら、彼女たちは歩み続ける。
三姉妹はいずれも小学校6年生だが、学校には通っていない。また互いに血縁関係は無いが、三人だけで親の庇護を受けず太陽光・風力で発電するなどもっぱら自給自足の生活を営んでいる。

## 登場人物
「声」はアニメ版における担当声優。
空（そら）
声 - 齋藤彩夏
三姉妹の「次女」。本編の主人公で元気担当。力仕事が得意。ボーイッシュな熱血少女だが、やがて「両親」の存在が暗い影を落とす。仕事先で碧、海と出会い、三人でイルか屋を立ち上げる。ちなみに店の名前は元々「イルカ屋」とするところを看板を作るときに空がうっかり間違えて「イルか」と書いてしまったため。
海（うみ）
声 - 東野佑美
三姉妹の「長女」。美貌担当。色気を使いチアガールや「別れさせ屋」等を引き受ける。特にお金にシビアだが、母性を感じさせる落ち着いた性格。爆音族のヘッドに無表情で威圧感を与えた結果、恐ろしさのあまりヘッドは半泣きして震えた。三人の中で合流したのは最後で、母親のパチンコ中毒による浪費で夫婦げんかになり、両親の夫婦げんかに嫌気がさして家に仕事で来ていた空についていくことを決めた。
碧（あお）
声 - 名塚佳織
三姉妹の「三女」。頭脳担当。耳が不自由で喋らず、手話で話す。高校生の宿題や経営アドバイザーも難なくこなす才覚がある。かつて親に捨てられて笑顔を見せなかったが、預けられた家に仕事で来ていた空が手をさしのべたことで笑顔を取り戻し、空と一緒になった過去がある。
碧曰く「口の動きで（何を言っているか）分かる」ため、手話の出来ない人ともコミュニケーションは出来る。
花園博美朗（はなぞのひろみろう）
声 - 小村哲生
イルか屋に海で落とした青春の思い出であるダイヤの指輪を探してほしいと依頼をする老人。顔がブサイクだからという理由でなかなか依頼を受けてもらえない。イルか屋からは「おっちゃん」と呼ばれており、常連客である。金持ちで空達が買おうとしている島の所有者でもある。花園自身は病気で死亡宣告を受けており、落とした指輪の事が気になり出してイルか屋に指輪探しを依頼したのである。病気で動けなくなった花園の代わりに花園の侍従長が遺書を届けに来たことによりその事実を知り、急きょ指輪を探したが結局見つからなかった。花園はその後、奇跡的に動けるまで回復し、空達と再会した。

## アニメ版スタッフ
- 企画・原作・監督・絵コンテ・プロデューサー - 大地丙太郎
- 脚本 - 池田眞美子
- キャラクター原案・ラインプロデューサー - 宮崎なぎさ
- コンセプトデザイン - 山崎健志
- 演出 - 大塚雅彦
- キャラクターデザイン・作画監督 - 柴田由香
- 美術監督 - 柴田千賀子
- 色彩設定 - 高星晴美
- 撮影 - 大山佳久
- 音楽 - ダブルオーツ
- 手話指導 - 南留花